# Festival international du film de Saint-Sébastien 2019
Le festival international du film de Saint-Sébastien 2019, 67e édition du festival (67 edición del Festival de San Sebastian ou 67. Donostiako Zinemaldia) se déroule du 20 au 28 septembre 2019.

## Déroulement et faits marquants
C’est la comédienne espagnole Penélope Cruz qui est l’égérie sur l‘image officielle de cette 67e édition. En plus de cela, elle reçoit le Prix Donostia. Elle succède à Hirokazu Kore-eda, Danny de Vito et Judi Dench.
Le réalisateur Costa Gavras et le comédien Donald Sutherland recevront également le Prix Donostia.
Pendant le Festival, il est annoncé que le film Zeroville de James Franco, initialement prévu en compétition, sera finalement projeté hors compétition puisque le film fût déjà projeté en Russie avant sa présentation au festival.
Le 28 septembre 2019, le palmarès est dévoilé : le film brésilien Pacificado de Paxton Winters remporte la Coquille d'or, le film Proxima d'Alice Winocour remporte le prix spécial du jury. La Coquille d'argent du meilleur réalisateur est remise à Jon Garaño, Aitor Arregi Galdos et Jose Mari Goenaga pour Une vie secrète, la Coquille d'argent de la meilleure actrice à Greta Fernández pour son rôle dans La hija de un ladrón et Nina Hoss pour son rôle dans L'Audition, la Coquille d'argent du meilleur acteur à Bukassa Kabengele pour son rôle dans Pacificado,.

## Jury
- Neil Jordan (Président du jury), réalisateur, producteur, scénariste et écrivain  Irlande
- Pablo Cruz, producteur  Mexique
- Lisabi Fridell, directrice de la photographie  Suède
- Bárbara Lennie, actrice  Espagne
- Mercedes Morán, actrice  Argentine
- Katriel Schory, producteur  Israël

## Sélection

### En compétition
- Blackbird  de Roger Michell  États-Unis (film d'ouverture)
- A Dark-Dark Man d'Adilkhan Yerzhanov  Kazakhstan
- L'Audition (Das Vorspiel) d'Ina Weisse  Allemagne  France
- La hija de un ladrón de Belén Funes  Espagne
- Il pleuvait des oiseaux de Louise Archambault  Canada
- Une vie secrète de Jon Garaño, Aitor Arregi Galdos et Jose Mari Goenaga  Espagne  France
- Lhamo and Skalbe de Sonthar Gyal  Chine  Tibet
- Mano de obra de David Zonana  Mexique
- Mientras dure la guerra de Alejandro Amenábar  Espagne  Argentine
- The Other Lamb de Małgorzata Szumowska  Irlande  États-Unis
- Pacificado de Paxton Winters  Brésil
- Patrick de Gonçalo Waddington  Portugal
- Proxima d'Alice Winocour  France
- Rocks de Sarah Gavron  Royaume-Uni
- Thalasso de Guillaume Nicloux  France
- Vendrá la muerte y tendrá tus ojos de José Luis Torres Leila  Chili  Argentine

### Nouveaux réalisateurs
- Africa de Oren Gerner  Israël
- Algunas bestias de Jorge Riquelme Serrano  Chili
- Disco de Jorunn Myklebust Syversen  Norvège
- La inocencia de Lucía Alemany  Espagne
- Las buenas intenciones de Ana García Blaya  Argentine
- Las letras de Jordi de Maider Fernandez Iriarte  Espagne
- Le Milieu de l'horizon de Delphine Lehericey  Suisse  Belgique
- Le Rêve de Noura de Hinde Boujeema  Tunisie  Belgique  France
- Lynn + Lucy de Fyzal Boulifa  Royaume-Uni  France
- Nematoma de Ignas Jonynas  Lituanie  Lettonie  Ukraine
- Scattered Night de Lee Jihyoung et Kim Sol  Corée du Sud
- Sister (Sestra) de Svetla Tsotsorkova  Bulgarie
- The Giant de David Raboy  États-Unis  France
- Yoake no Takibi de Koichi Doi  Japon

### Horizontes latinos
- La Cordillère des songes (La Cordillera de los sueños) de Patricio Guzmán  Chili
- La Llorona de Jayro Bustamante  Guatemala  France
- Agosto de Armando Capó  Cuba  Costa Rica  France
- Araña de Andrés Wood  Chili  Argentine  Brésil
- Así habló el cambista de Federico Veiroj  Uruguay  Argentine
- Chicuarotes de Gael García Bernal  Mexique
- De nuevo otra vez de Romina Paula  Argentine
- El Príncipe de Sebastian Muñoz  Chili  Argentine
- La bronca de Diego Vega et Daniel Vega  Pérou  Colombie
- Los sonámbulos de Paula Hernández  Argentine  Uruguay
- Los tiburones de Lucía Garibald  Uruguay  Argentine  Espagne
- Monos de Alejandro Landes  Colombie  Argentine  Uruguay
- Nuestras madres de César Díaz  France  Belgique  Guatemala
- Tremblements (Temblores) de Jayro Bustamante  Guatemala  France
- Femmes d'Argentine (Que sea ley) de Juan Solanas  Argentine  Uruguay  France

### Perles (Perlak)
- Amazing Grace de Alan Elliott et Sydney Pollack  États-Unis
- Une grande fille de Kantemir Balagov  Russie
- So Long, My Son de Wang Xiaoshuai  Chine
- Parasite de Bong Joon-ho  Corée du Sud
- Hors normes de Olivier Nakache et Éric Toledano  France
- Les Misérables de Ladj Ly  France
- Viendra le feu (O que arde) de Oliver Laxe  Espagne  France  Luxembourg
- Sorry We Missed You de Ken Loach  Royaume-Uni  France  Allemagne

### Séances Donostia Award
- Adults in the Room de Costa-Gavras  France  Grèce
- The Burnt Orange Heresy de Giuseppe Capotondi  États-Unis
- Cuban Network de Olivier Assayas  France  Brésil

### Klasikoak
- Le Voleur de chevaux de Tian Zhuangzhuang  Chine
- Mishima de Paul Schrader  États-Unis
- Le Tango de Satan de Béla Tarr  Hongrie

## Palmarès

### Sélection officielle
- Coquille d'or : Pacificado de Paxton Winters
- Prix spécial du jury : Proxima d'Alice Winocour
- Coquille d'argent du meilleur réalisateur : Jon Garaño, Aitor Arregi Galdos et Jose Mari Goenaga pour Une vie secrète
- Coquille d'argent de la meilleure actrice : (ex æquo) Greta Fernández pour son rôle dans La hija de un ladrón et Nina Hoss pour son rôle dans L'Audition
- Coquille d'argent du meilleur acteur : Bukassa Kabengele pour son rôle dans Pacificado
- Prix du jury pour la meilleure photographie : Laura Merians pour Pacificado
- Prix du jury pour le meilleur scénario : Luiso Berdejo, Jose Mari Goenaga pour Une vie secrète

### Nouveaux réalisateurs
- Prix du meilleur film : Algunas bestias de Jorge Riquelme Serrano
- Mention spéciale : Sestra de Svetla Tsotsorkova

### Horizontes latinos
- Prix du meilleur film : De nuevo otra vez de Romina Paula
- Mention spéciale : La bronca de Diego Vega et Daniel Vega

### Prix du public
- Prix du meilleur film : Hors normes de Olivier Nakache et Éric Toledano
- Prix du meilleur film européen : Sorry We Missed You de Ken Loach

### Prix spéciaux
- Prix Donostia : Penélope Cruz, Costa-Gavras et Donald Sutherland